# Escápate conmigo
Escápate Conmigo é um filme de aventura mexicano de 1987, dirigido por René Cardona, Jr. e protagonizado por Lucero e Manuel Mijares. Foi neste filme que Lucero e Mijares se conheceram. Eles se casariam dez anos depois, em 1997. Este é o segundo filme com Lucero que é dirigido por René Cardona, Jr. O primeiro foi Fiebre de Amor (1985).

## Sinopse
Lucerito (Lucero) é uma jovem que vive em um castelo que pertence a sua tia Raymunda (Ariadna Welter), seu tutor e seu empreendedor. Raymunda é uma pessoa restrita e quer que sua sobrinha se case com Don Gastón (Alfredo Wally Barrón) de qualquer jeito. Certo dia, Lucerito descobre pela televisão um concurso para eleger a "Rainha por um dia". O prêmio seria entregue por Manuel (Manuel Mijares), um velho amigo de Lucerito. Desejando participar do concurso, Lucerito foge para a capital e no caminho acaba conhecendo várias pessoas e se metendo em diversas situações.

## Elenco
- Lucero: Lucerito
- Manuel Mijares: Manuel
- Jorge Ortiz de Pinedo: Sergio "Livre"
- Pedro Weber "Chatanuga": Melolico "Ilusão"
- Alejandro Guce: Augurio Aguado "Sorriso"
- Ariadna Welter: Raymunda
- Alfredo Wally Barrón: Don Gastón Perales y Pegaza